# Бурятская народная музыка

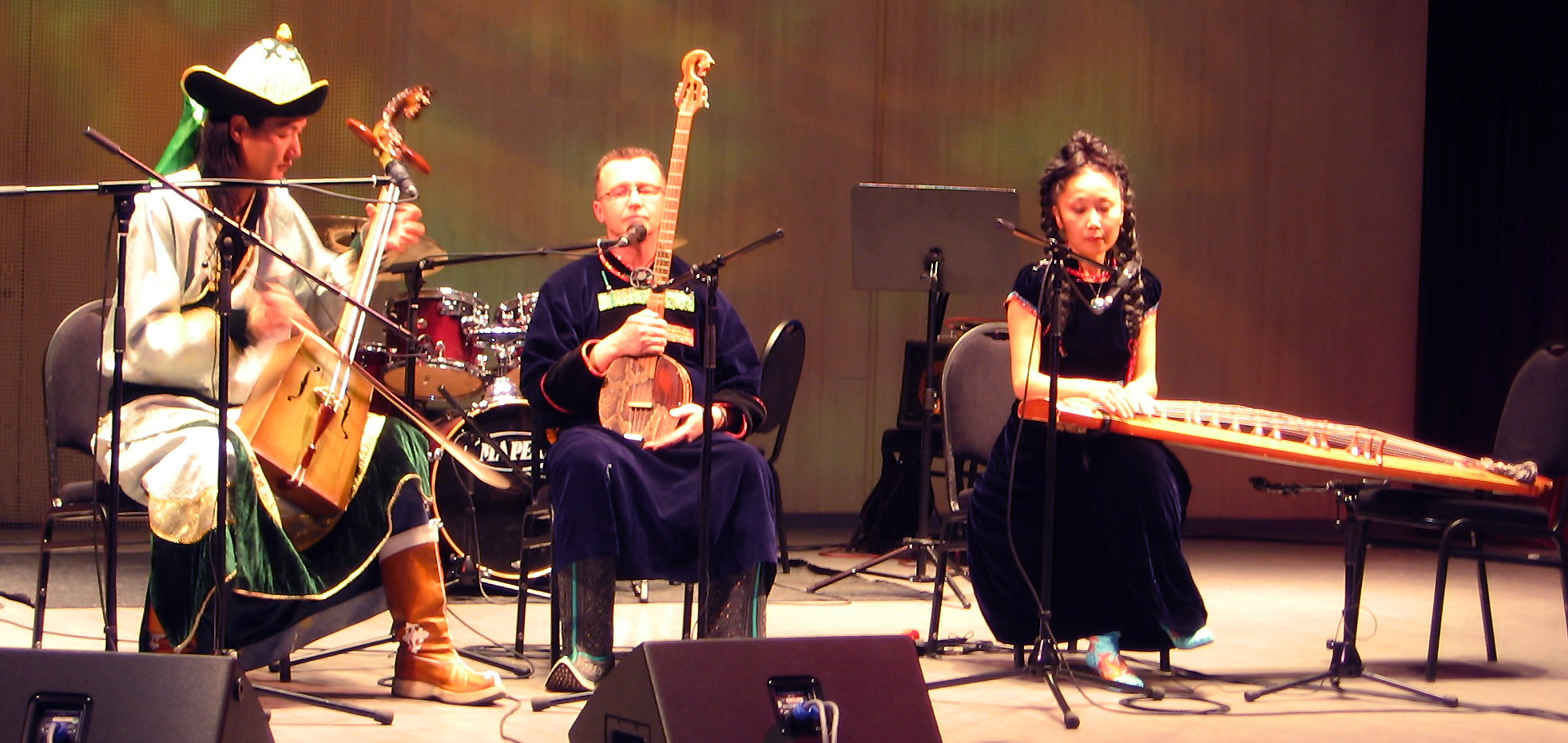
Выступление группы Намгар.

Бурятская музыка представлена как исполнителями из Российской Федерации (Республика Бурятия, Агинский и Усть-Ордынский Бурятские округи), так и исполнителями бурятского происхождения из Монголии и Китая.

## Народное музыкальное творчество
Народное музыкальное творчество бурят представлено многочисленными жанрами: эпическими сказаниями (улигер), лирическими обрядовыми, танцевальными песнями (особенно популярен танец-хоровод ёхор) и другими жанрами. Ладовая основа — ангемитонная пентатоника. В песенном творчестве прибайкальских бурят (Иркутская область) преобладает неполная пентатоника, состоящая из 3 и 4 звуков.
Для восточных бурятских песен характерны широкий диапазон, распевность, широкие интервальные ходы, полный 5-ступенный звукоряд. В западных бурятских песнях (сэгээ зугаа) преобладают узкообъёмные лады (ангемитоника), вариантно-попевочное строение, их отличают прихотливость ритмики, обилие орнаментики. Песни: обрядовые, исторические, лирические, хвалебные и т.д.
Народная традиция пения восточных бурят почти не знает динамических оттенков. Обычно поют песни «во весь голос», на широком дыхании, сильным открытым звуком. Эта особенность, по-видимому, объясняется тем, что испокон веков бурятское вокальное музицирование происходило на открытом воздухе в степи.
Такая протяжная песня — продукт скотоводческого пастушьего племени. Создатели протяжной песни —  пастухи, пасущие стада в степи.
Первые записи бурятских народных песен были собраны и опубликованы И. Г. Гмелиным (1852 год), затем И. С. Стальбрассом и К. Штумпфом (1887 год), А. Д. Рудневым (1909 год).
У буддистов присутствует горловое пение. Бурятский эпос также может исполняться горловым пением.

## Народные музыкальные инструменты
Среди народных инструментов можно отметить такие инструменты как: духовые — лимбэ (тип флейты), бэшхүүр (бишхур) (язычковый),  аман хуур (варган), струнные — морин хуур и хучир (смычковый), чанза (шанза) и ятаг (щипковые), а также многочисленные ударные инструменты.
В шаманском и буддийском культах применялись хэнгэрэг, сан, дамаари, дынчик (ударные), үхэр-бүрээ, ганлин, бэшхүүр (духовые) и другие инструменты.
Лупсунцырен и Ацержаб Жамбаловы — известные мастера изготовители музыкальных инструментов.